# Tinamou de Boucard
Crypturellus boucardi
Espèce
Répartition géographique
Statut de conservation UICN

 VU A3cd+4cd : Vulnérable
Le Tinamou de Boucard (Crypturellus boucardi) est une espèce d'oiseaux de la famille des Tinamidae.
Son nom est attribué au naturaliste Adolphe Boucard (1839–1905).

## Taxinomie
Les noms espagnols alternatifs à cette espèce incluent : Tinamú Jamuey, Tinamú Pizarroso, Inambú Gris, chinga pecho gris « tinamou gris / à poitrine grise ».

## Description
Cet oiseau mesure environ 28 cm. Il a les pattes rouges. Le mâle a la poitrine grise, le dos et les ailes brun plutôt uniforme. La femelle a les couvertures alaires barrées de chamois.

## Répartition
Son aire s'étend de l'État de Veracruz au Costa Rica.

## Habitat
Cet oiseau vit dans les forêts du niveau de la mer jusque 700 m d'altitude.

## Sous-espèces
Selon la classification de référence du Congrès ornithologique international (15.1, 2025) il se répartit en deux sous-espèces (ordre phylogénique) :
- Crypturellus boucardi boucardi (Sclater, PL, 1860) — du sud du Mexique au nord-ouest du Honduras;
- Crypturellus boucardi costaricensis (Dwight & Griscom, 1924) — de nord et l'est du Honduras au Costa Rica.